# Église Sainte-Marie-des-Cuns
L'église Sainte-Marie des Cuns est située en France sur le territoire de la commune de Nant, dans le département de l'Aveyron, en France.
L'édifice a fait l'objet d'un classement au titre des monuments historiques en 1942.

## Localisation
L'église est située au hameau des Cuns, dans la vallée de la Dourbie, à 4,5 km de la commune de Nant.

## Historique
L'église est citée pour la première fois dans une bulle du pape Innocent II, en 1135, parmi les possessions de l'abbaye Saint-Pierre de Nant devenue indépendante.
L'église a été modifiée aux XIIIe et XIVe siècles. Elle a dû être revoûtée. Une tour de défense en encorbellement sur le portail a été ajoutée pour en défendre l'entrée aux Routiers pendant la guerre de Cent Ans.
La chapelle sud a été ajoutée au XVe siècle. Le culte a dû cesser d'y être célébré vers 1840.
L'édifice est classé au titre des monuments historiques par arrêté du 26 mars 1942.

## Description
L'église romane est à nef unique en tuf. Elle est voûtée en berceau en plein cintre. Le faux transept est continué par une abside à chevet pentagonal. L'abside est ornée de cinq arcs en plein cintre portés par des colonnettes reposant sur le banc presbytéral avec des chapiteaux cubiques ornés de feuillages, palmettes et entrelacs rappelant ceux de l'église Saint-Pierre de Nant. 
L'église a été remaniée au XIIIe ou XIVe siècle. C'est à cette époque que les arcades aveugles ont été ajoutées pour supporter les voûtes. Des arcs-doubleaux renforcent la voûte de la dernière travée de la nef, sous le clocher.
La chapelle Saint-Amans ajoutée au sud au XVe siècle est de plan carré, voûtée d'ogives retombant sur des culs-de-lampe sculptés. Les fenêtres ont été refaites à la même époque.
L'édifice est recouvert en lauzes calcaires posées à cru sur une forme en terre.

## Cloche
La cloche porte l'inscription AVE MARIA GRATIA PLENA L'AN MIL CCCCCXXXXIII. Elle est datée de 1543. Elle est classée au titre d'objet.

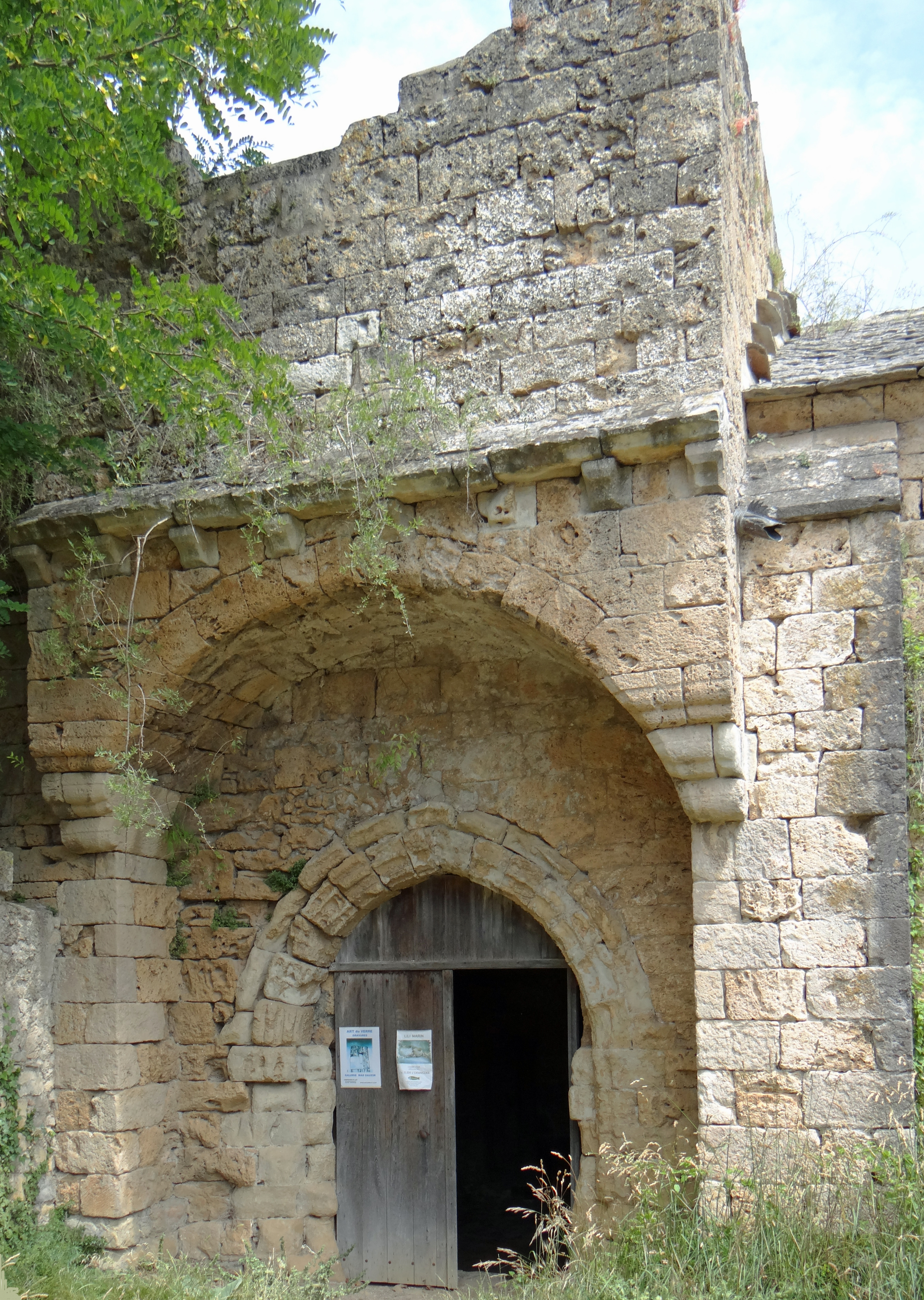
Tour de défense au-dessus de la porte d'entrée.
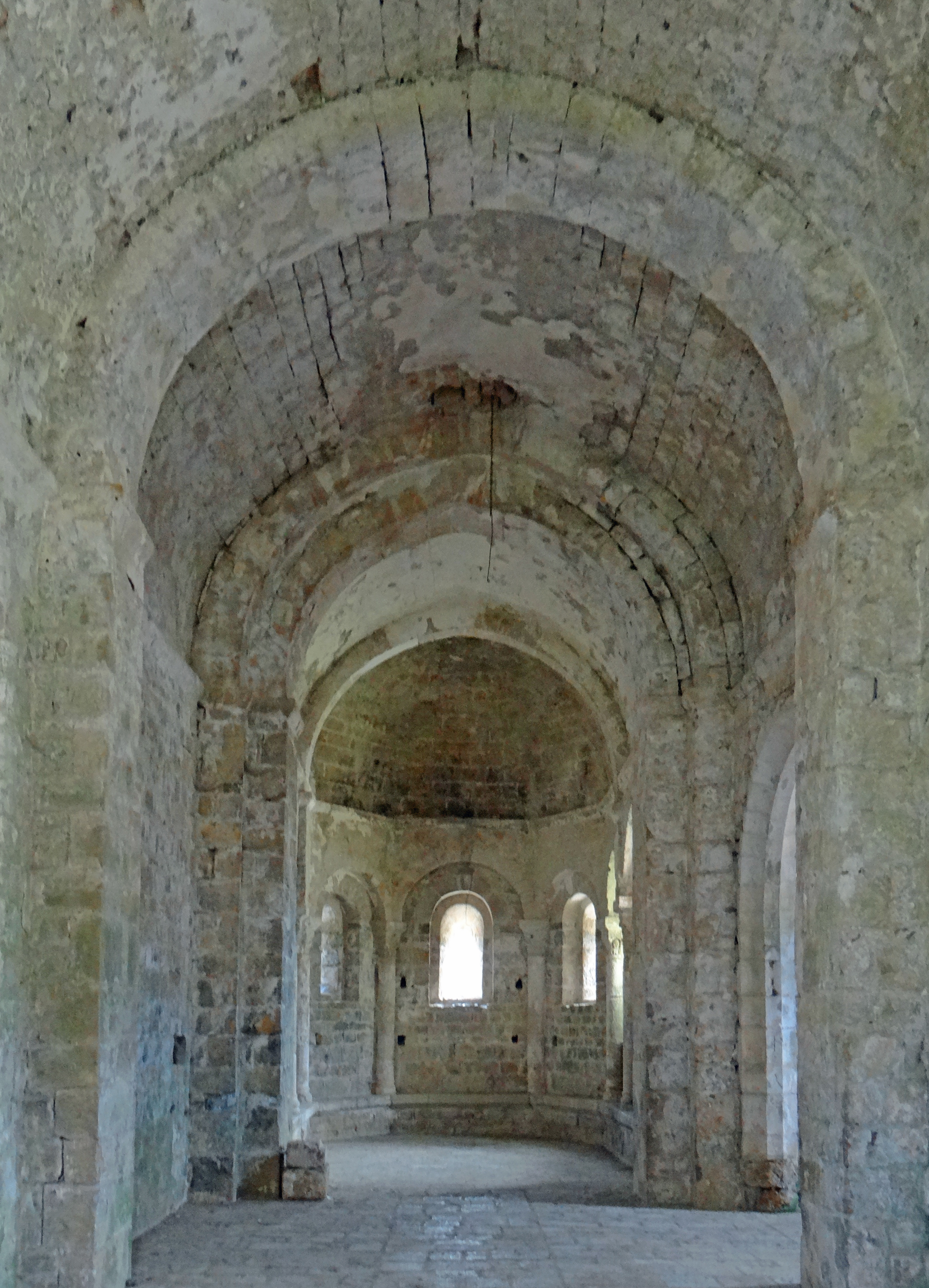
La nef et l'abside.
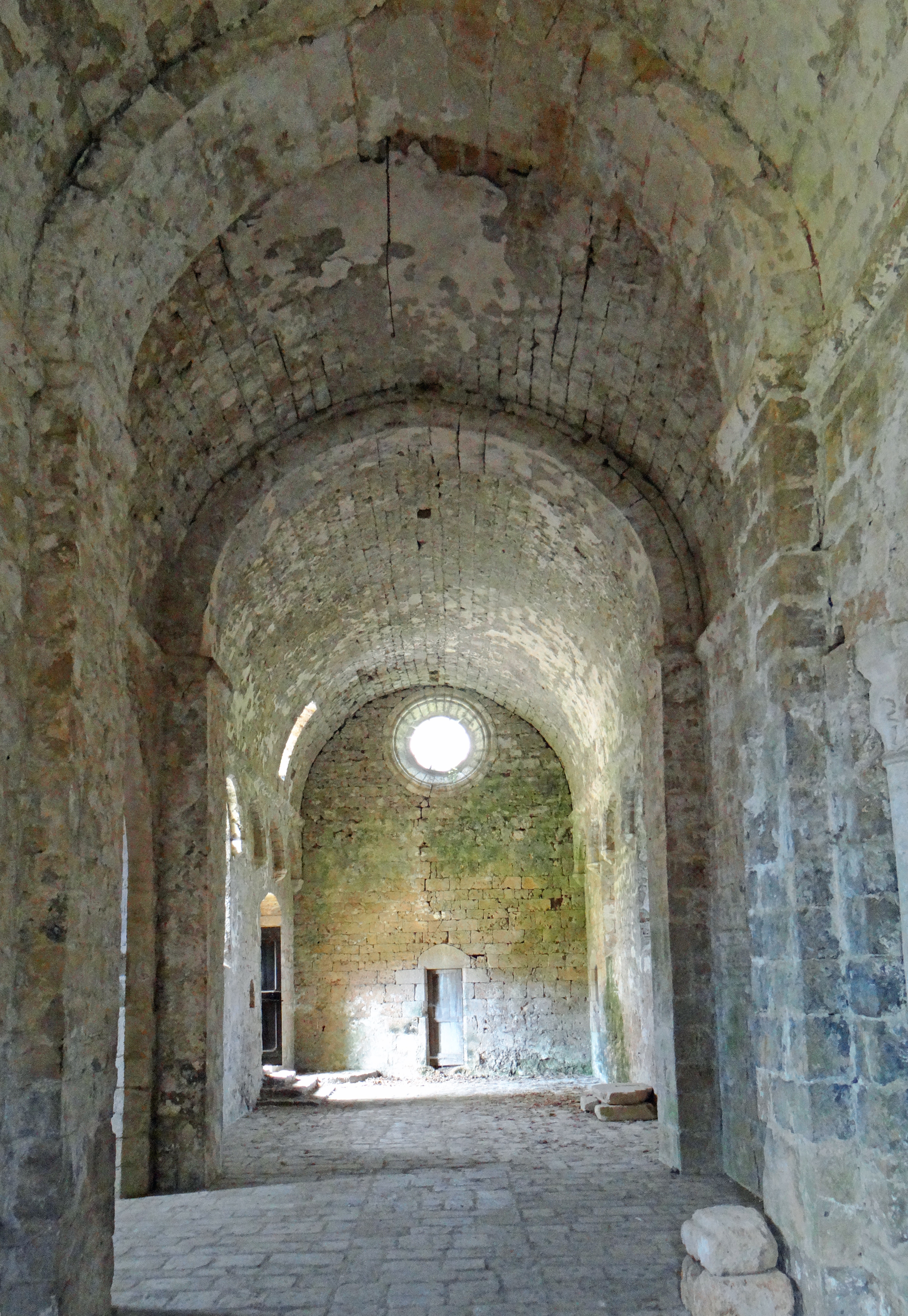
La nef vue du chœur.
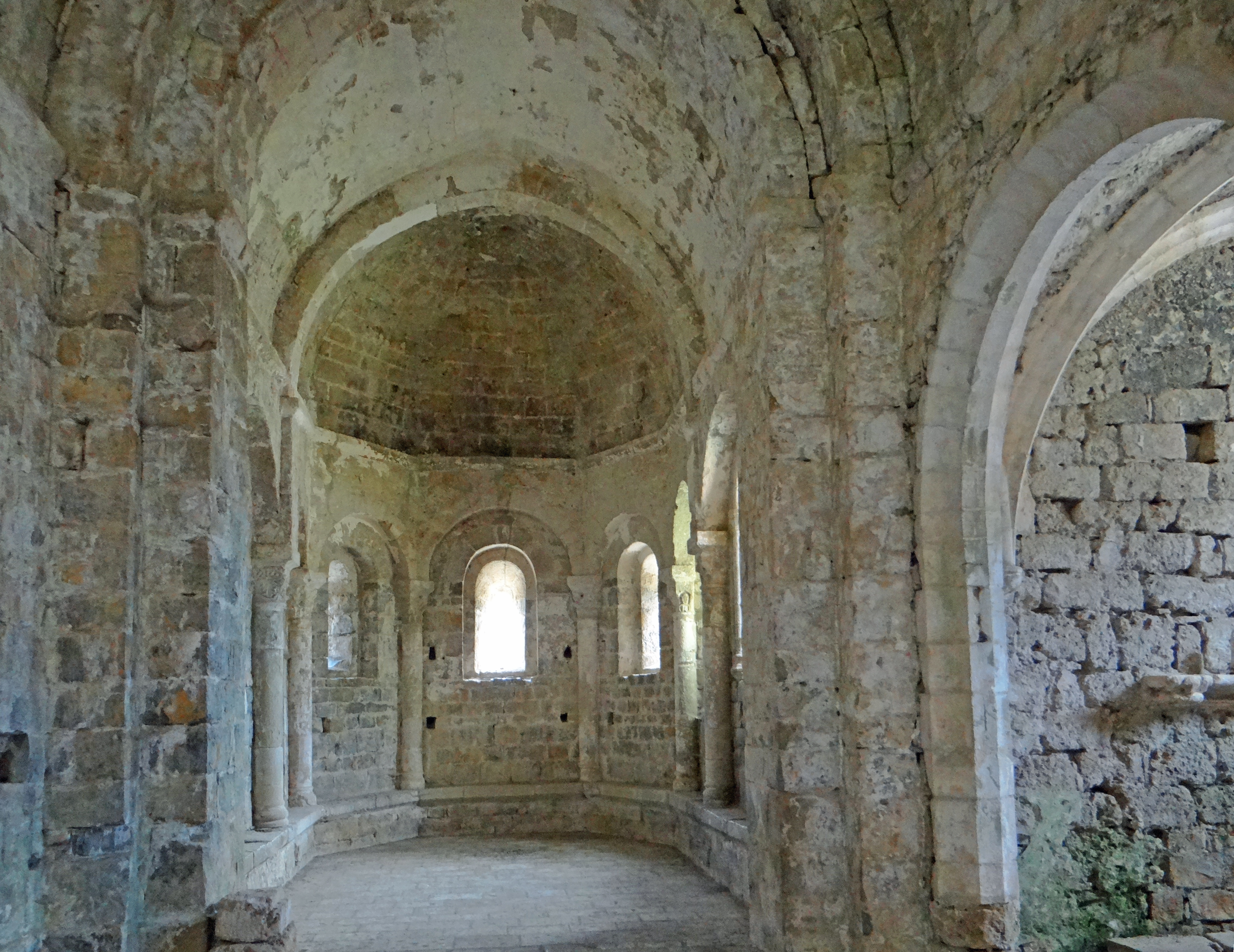
Le chœur et la chapelle latérale.
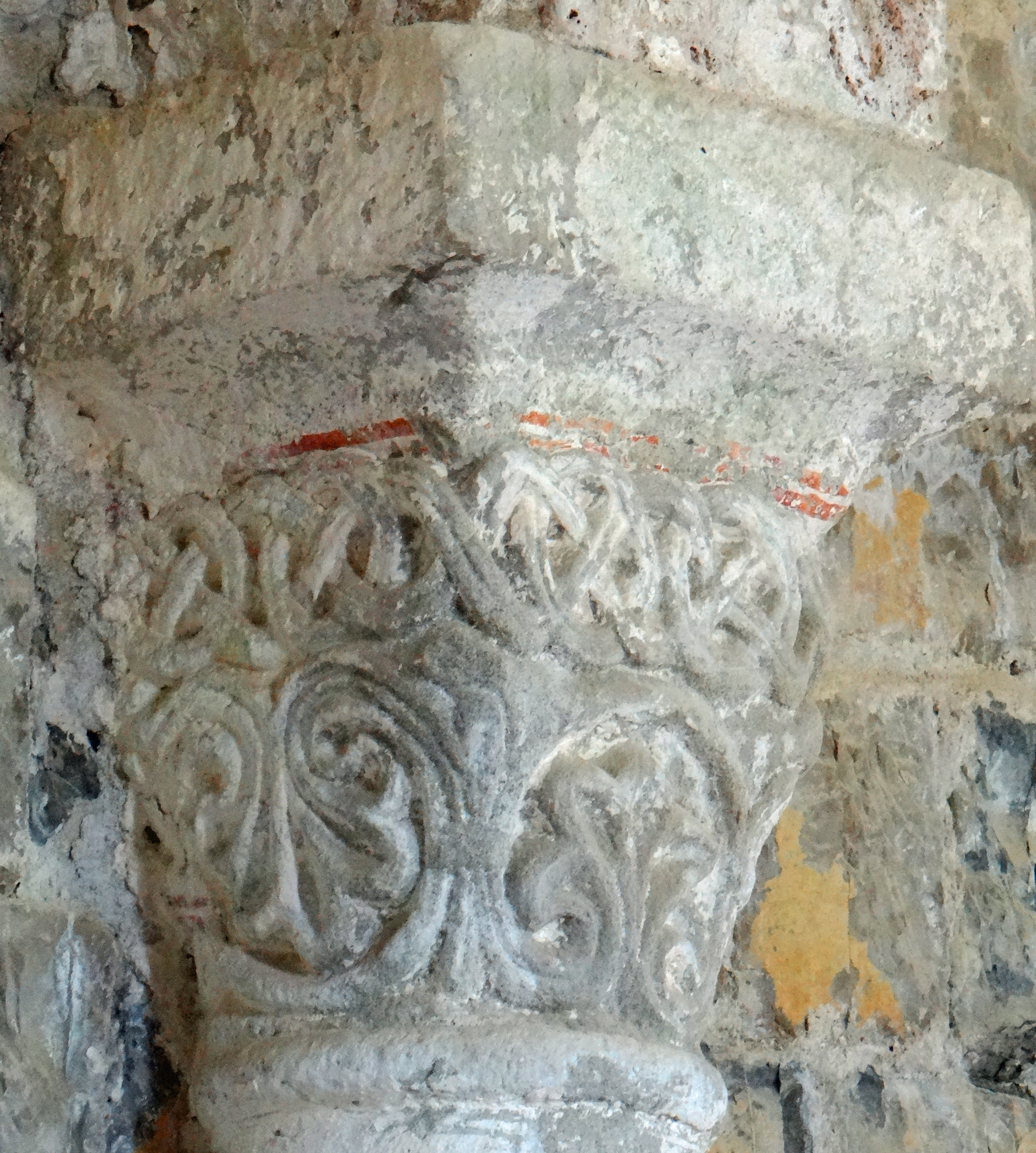
Un chapiteau.
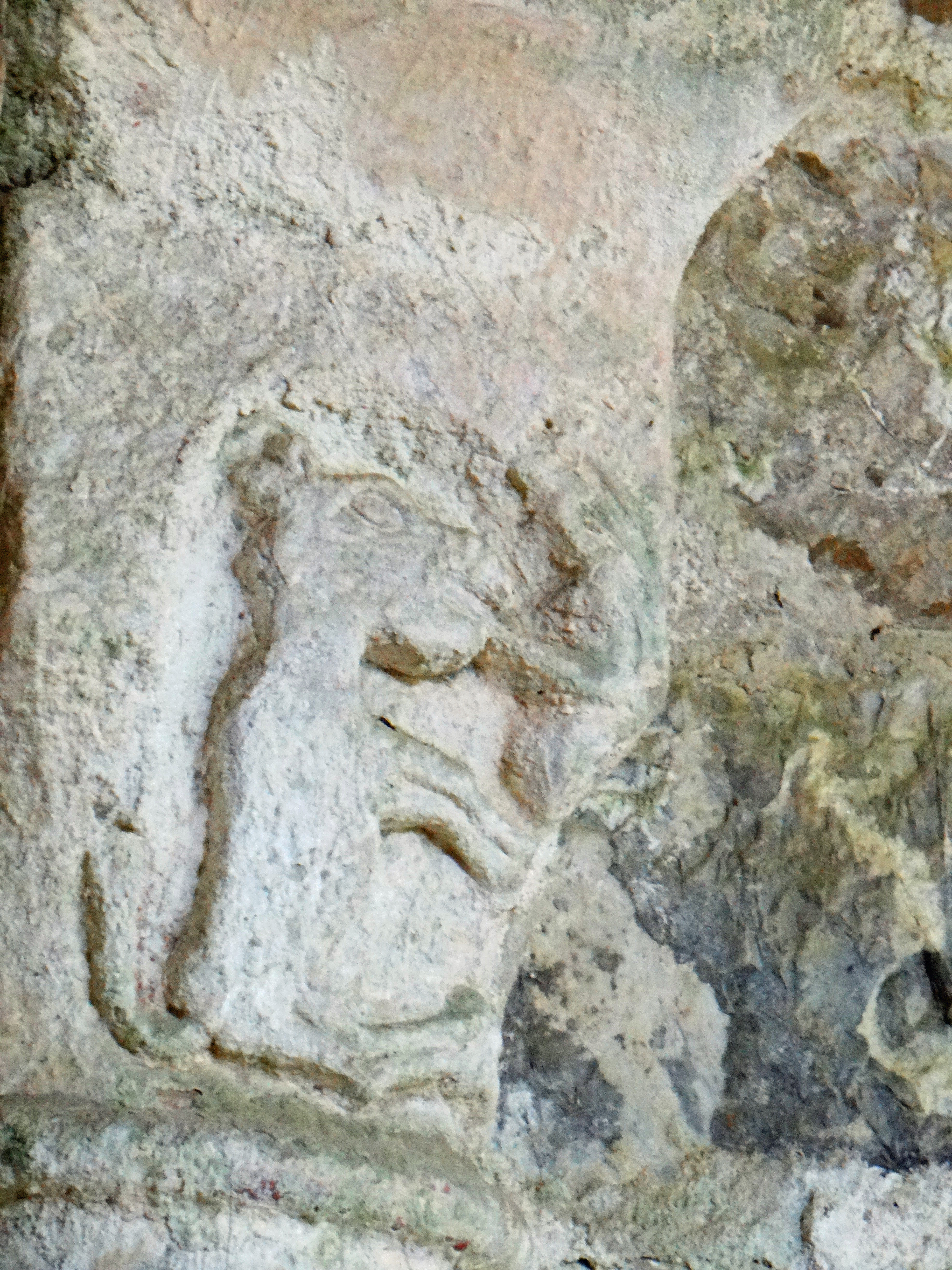
Un chapiteau.